# Jacky Goldberg
Pour les articles homonymes, voir Goldberg.
Jacky Goldberg est un journaliste et réalisateur français né en 1981.

## Biographie
Jacky Goldberg étudie d'abord à Sciences-Po Bordeaux, puis pendant un an une licence de cinéma en Espagne, avant de rejoindre l'EM Lyon. Depuis 2007 il écrit sur le cinéma, principalement dans Les Inrockuptibles, mais aussi dans GQ, Vanity Fair, Glamour, Vogue ou Elle. Entre 2012 et 2016, il participe à l'émission Le Cercle sur Canal+. En 2012, il produit le documentaire du réalisateur français d'origine cambodgienne Davy Chou, Le Sommeil d'or, via leur société de production Vycky Films. Après plusieurs courts-métrages, il réalise en 2014 This is Comedy, un documentaire sur Judd Apatow, et en 2018 un documentaire sur une camgirl américaine, intitulé Flesh Memory. En 2023 il réalise Dilemne, Dilemme, une comédie romantique entre deux complotistes paranoïaques avec Julia Faure et Vincent Macaigne.

## Filmographie

### Courts-métrages
- 2008 : L'Enclave, sélectionné par l'ACID à Cannes, au Festival international du court métrage de Clermont-Ferrand
- 2009 : Uscita/Entrata, sélectionné au Festival Côté court de Pantin
- 2010 : Far From Manhattan, sélectionné au[Festival international du court métrage de Clermont-Ferrand, au Festival international du film de Locarno
- 2011 : In Loving Memory, sélectionné au Festival international du court métrage de Clermont-Ferrand
- 2023 : Dilemne, Dilemme, sélectionné au Festival Côté court de Pantin, Prix SACEM de la meilleure création musicale 2023

### Documentaires
- 2014 : This is Comedy, Judd Apatow & cie, diffusé sur Canal + Cinéma
- 2018 : Flesh Memory, sélectionné au FID Marseille, prix Contrebandes au Festival International du Film Indépendant de Bordeaux

### Films produits
- 2012 : Le Sommeil d'or (documentaire) de Davy Chou
- 2014 : Cambodia 2099 (court métrage) de Davy Chou